# Moskenesøy
Moskenesøy ist eine Insel im südlichen Teil der Lofoten in Norwegen. Der Hauptort ist Reine, weitere Orte auf Moskenesøy sind unter anderem Moskenes, Å, Sørvågen, Sund, Sakrisøy und Hamnøy.
Zwischen Moskenesøy und der südlichen Nachbarinsel Værøy gibt es besondere Gezeitenströmungen, genannt Moskenstraumen, die als Vorbild für den mythischen „Mahlstrom“ gelten.
Seit 2018 gehört die Westküste von Moskenesøy und vorgelagerte Inseln als Lofotodden-Nationalpark zu den Nationalparks in Norwegen.

## Wirtschaft und Verkehr
Die Fischerei ist auch heute noch der wichtigste Wirtschaftsfaktor. Aber auch der Tourismus und die Zucht von Lachsen gewinnt an Bedeutung.
Die Europastraße 10 verbindet die Insel Moskenesøy mit den anderen nördlichen Inseln Lofotens und seit 2007 fährenfrei mit dem Festland. Fährverbindungen gibt es mit dem Festland bei Bodø sowie mit den südlichen Inselkommunen in Lofoten, Værøy und Røst.
Es gibt nach Leknes, Svolvær und Stamsund gute Busverbindungen. In Leknes ist ein Flugplatz mit Verbindung nach Bodø, in Svolvær und in Stamsund halten die Schiffe der Hurtigruten.

## Sehenswürdigkeiten
- Telekommunikationsmuseum in Sørvågen
- Ortsbild in Reine
- Museumsdorf Å
- Stockfischmuseum in Å
- Puppen- und Spielzeugmuseum in Sakrisøy
- Kollhellaren, Höhle mit Höhlenmalereien auf der Westseite der Insel